# Radarturm Weesow
Der ehemalige Radarturm Weesow ist ein Betonbau aus der Zeit des Zweiten Weltkriegs. Er steht auf dem Spitzberg am nordwestlichen Ortsrand des Dorfes Weesow, einem Ortsteil der Stadt Werneuchen, 50 Meter abseits der Landesstraße 235 nach Willmersdorf. Der Radarturm wird fälschlicherweise oft auch als Flakturm bezeichnet.

## Geschichte
Der Radarturm von Weesow wurde Ende 1943 / Anfang 1944 errichtet. Er war Teil der Erprobungsstelle für bodengestützte Radaranlagen des Flugplatzes Werneuchen. In einem geheimen Dokument des Reichsluftfahrtministeriums heißt es: „Die Außenstellen der E-Stellen, bei denen der Schwerpunkt auf der Erprobung der Bodenfunkmeßgeräte liegt, befinden sich in Weesow (3 km NW Werneuchen) und Tremmen (10 km SW Nauen).“
Auf dem Weesower Turm wurden sogenannte Panorama-Funkmessgeräte vor allem für die Überwachung des Luftraums getestet. Die Firma Lorenz erprobte hier 1944 das Rundsuchgerät „Propeller“, das jedoch durch einen Brand völlig zerstört wurde. Für „Propeller“ verwendete man technische Komponenten des Schiffssuchgerätes FuG 200.
Wie lange die Radarforschung in Werneuchen einschließlich Weesow betrieben wurde, ist nicht bekannt. Zum Zeitpunkt der Besetzung der Stadt Werneuchen und des dortigen Flugplatzes durch sowjetische Truppen am 18. April 1945 waren die Erprobungsstelle ausgelagert und die Bedienungsmannschaften evakuiert.
Heute steht der in Privatbesitz befindliche Radarturm von Weesow unter Denkmalschutz. Die ehemalige Werkstattbaracke und die Unterkünfte des Erprobungstrupps sind nicht mehr vorhanden.

## Belege
1. ↑  Lars Franke: Radarforschung auf dem Spitzberg, Artikel in der Märkischen Oderzeitung vom 13. Mai 2009, Seite 18